# Piétin (dermatite)
 (mai 2018).

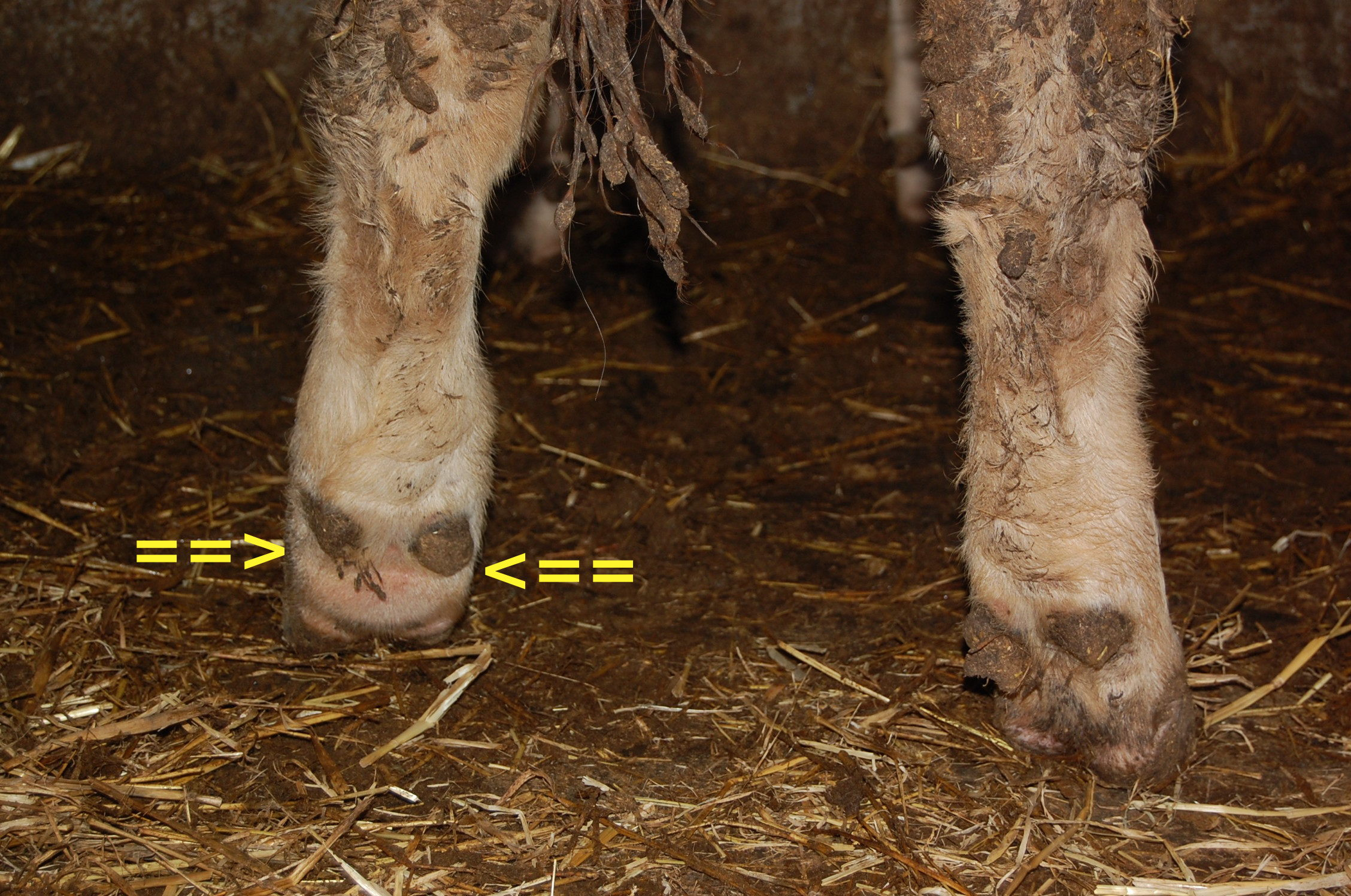
Phlegmon interdigital ("panaris") chez un taurillon (les flèches montrant une tuméfaction symétrique du doigt atteint).

Le piétin, également appelé pourriture des onglons, est une maladie bactérienne touchant les pieds des petits ruminants, principalement les moutons, et pouvant pouvant être confondue avec une dermatite interdigitée contagieuse. 

## Épidémiologie

### Zone géographique
Cette maladie est présente sur tous les continents sauf l’Antarctique et particulièrement dans les zones d'élevage ovin.

### Espèces touchées
Les principales espèces touchées par le piétin sont les ovins et les caprins. Plus rarement, on peut retrouver cette maladie chez les bovins et autres petits ruminants.

### Transmission
La contamination entre les animaux ne se fait pas directement, mais indirectement via l'environnement contaminé. Cette maladie infectieuse est donc transmise par les sols et par des animaux contaminés. Les agents pathogènes sont amenés sur l'exploitation par le biais de nouveaux animaux (principalement), de matériaux ou encore de mains-d’œuvre transportant ces agents. Les animaux infectés contaminent rapidement l'environnement de l'élevage. En se déplaçant, ils vont étaler les agents sur les différentes surfaces comme les stabulations, les chemins ou les pâtures.
Le premier agent, Fusobacterium necrophorum, va provoquer chez l'animal une inflammation de l'espace interdigité (ou dermatite). Le second, Dichelobacter nodosus, va profiter de cette lésion pour y pénétrer et par la suite se développer et provoquer la nécrose de la corne.

### Statut de la maladie
Le piétin n'est pas classé comme maladie réglementée car il ne présente pas de danger sanitaire, bien qu'il constitue un réel problème dans certains élevages en provoquant des souffrances chez l'animal. C'est une maladie qui une fois installée sur l'élevage ne sera jamais détruite, il faut adapter ses méthodes d'élevage. Outre la souffrance, cette maladie provoquant des boiteries sur les brebis peut causer un amaigrissement, une baisse de la production de laine et de lait (de 20%). La fertilité, le taux d'agnelage ou encore le poids de naissance des agneaux et de la croissance (20% de retard) sont également impactés. Ces boiteries peuvent causer une perte allant jusqu'à 9,40 euros par brebis.

### Facteurs de risques

#### Liés à l'animal
Il existe des races plus sensibles à cette maladie comme le Mérinos.
Le poids de l'animal peut aussi être source de facteurs de risque, cela concerne principalement les animaux lourds comme les béliers, les brebis gestantes ou les races bouchères. De plus, le poids important de l'animal augmente l’intensité de la douleur et les sabots sont plus sollicités.
Dans le cas d'une usure irrégulière de la corne, cette dernière peut être plus fragile et irritable avec l'accumulation de terre, de fumier et de cailloux.

#### Liés aux conditions d'élevage
Les conditions d'élevage jouent un rôle très important. Elles sont nombreuses et augmentent les risques de contamination :
- Absence ou mauvais parage (pas assez efficace)
- Mauvaises conditions de vie : chargement trop élevé d'animaux, litière sale…
- Sol basique (qui rend propice le développement de l'agent pathogène)
- Carence en zinc (favorise l'apparition du piétin)
- Milieu doux (supérieur à 10 °C) et humide
- Fertilisation et humidité de la prairie, présence de boue
- Traumatisme du pied (blessure, abcès…)
- Pédiluve mal conçu et mal utilisé : ce dernier s'il n'est pas renouvelé assez régulièrement, devient une solution sale et propice au développement des bactéries, ce qui peut contaminer les brebis jusque-là non infectées

## Étiologie
Elle est due à l'action de deux bactéries anaérobies qui sont Fusobacterium necrophorum et Dichelobacter nodosus.

## Signes cliniques
Les symptômes de la maladie vont dépendre de la virulence des agents pathogènes et ne vont pas forcément toucher tous les pieds de l'animal. C'est la première cause de boiterie en élevage ovin.
Les symptômes spécifiques selon l'évolution de la maladie :
- Rougeur de l'espace interdigité (semblant à une dermatite)
- Pied chaud
- Inclinaison de la tête lors des déplacements (gêne)
- Boiterie, refus de se déplacer (défaut d'aplomb)
- Lésion suintante avec une odeur nauséabonde
- Pourrissement de l'onglon
- Nécrose et détachement de certaines zones de l'onglon
- Développement désordonné de la corne

Des symptômes généraux peuvent par la suite être apportés par la maladie comme la perte d'état ou la baisse des productions (laine, lait). Des complications peuvent également être amenées comme des abcès, des tendinites, des arthrites ou des risques d'infections ombilicales plus élevés lors de la mise bas.

## Prévention et traitement de la maladie
Au vu de l'évolution de la maladie, il faut qu'elle soit repérée le plus tôt possible afin de traiter le plus vite possible le troupeau et éviter les souffrances de l'animal.

### Prévention
Plusieurs systèmes de prévention peuvent être mis en place au sein d'une exploitation. On retrouve les préventions suivantes :
- Contrôler régulièrement les onglons et parer au moins une fois par an
- Apport de sulfate de zinc dans l'alimentation
- Mise en place de pédiluves à renouveler toutes les 300 brebis de préférence avec une solution de sulfate de zinc à 10-20 %, et ensuite une aire bétonnée et propre pour le séchage[7]
- Vaccination
- Veiller à avoir de bonnes conditions d'élevage et le moins possible de boue sur les passages quotidiens des animaux
- Mise en quarantaine des nouveaux animaux
- Sélectionner des individus et des races plus résistantes naturellement à la maladie

Le zinc utilisé dans l'alimentation et les pédiluves permet de régénérer la corne, de la renforcer et d'exercer des actions antibactériennes.

### Traitement
Le mieux est de réformer les animaux gravement atteints ou atteints de manière chronique pour diminuer les risques. Pour les cas les plus graves, un traitement d'antibiotiques en injection ou en spray sur les plaies doit être réalisé. Par la suite, le parage et la désinfection des onglons semblent obligatoire. À la suite du parage, le mieux est de regrouper systématiquement les onglons et de les brûler pour éviter de disséminer davantage la maladie sur l'exploitation et son environnement. L'association avec un pédiluve contenant une solution de sulfate de zinc est très intéressante, et par la suite placer les animaux sur un sol bétonné ou propre pour que la corne sèche. Ce sulfate de zinc peut également être apporté dans l'alimentation et permettra une meilleure pousse de la corne.
Certains éleveurs utilisent également la vaccination pour accélérer la guérison de la maladie.
Plusieurs produits de pédiluves sont actuellement commercialisés, utilisant comme composé principal du zinc. Le produit est généralement sous forme de poudre à diluer dans de l'eau pour faciliter son utilisation.
Un complément avec de la vitamine B8 peut également être utilisé car cette dernière a un rôle dans la formation de la corne, et dans le cas du piétin, elle va améliorer la dureté de l'onglon et va les assécher. Cette vitamine est également commercialisée sous forme de mélange pour traiter le piétin.